# جائزة الكرة الذهبية 1961
جائزة الكرة الذهبية 1961، جائزة سنوية تُعطى لأفضل لاعب كرة القدم في العالم من طرف مجلة فرانس فوتبول الفرنسية، كما تقرره لجنة دولية من الصحفيين الرياضيين، وفاز بالجائزة في 12 ديسمبر 1961 اللاعب الإيطالي عمر سيفوري لاعب ريال مدريد.

## الترتيب
| الترتيب | اللاعب                 | النادي             | الجنسية | النقاط |
| ------- | ---------------------- | ------------------ | ------- | ------ |
| 1       | عمر سيفوري             | جوفنتوس            | إيطاليا | 46     |
| 2       | لويس سواريز ميرامونتيس | برشلونة/إنتر ميلان | إسبانيا | 40     |
| 3       | جوني هاينز             | فولهام             | إنجلترا | 22     |

1. ↑  ولد ألفريدو دي ستيفانو في الأرجنتين، وحصل على الجنسية الإيطالية سنة 1961، وانتقل للعب لصالح المنتخب الإسباني لكرة القدم.[2]